# Yusuf Mohamed Ismail
Yusuf Mohamed Ismail (dit Bari-Bari), né le 11 septembre 1960 à Garowe et mort le 27 mars 2015 à Mogadiscio, est un diplomate somalien.
Ambassadeur de Somalie auprès du Conseil des Droits de l'homme des Nations unies à Genève depuis 2008, il est tué lors de l'attentat de l'hôtel Makka al-Mukarama à Mogadiscio par des militants d'Al-Shabbaab.